# Dywizjoner
Dywizjoner (niem. Divisionär, fr. Divisionnaire)
1. termin, używany w mowie potocznej dla oznaczenia generała dowodzącego dywizją. W Polsce był używany często w czasach wojen napoleońskich oraz Królestwa Kongresowego[1].
2. w Armii Cesarstwa Austriackiego oficjalna nazwa stanowiska generała dowodzącego dywizją, posiadającego stopień marszałka polnego porucznika (FML)[2].

W 1833 w Armii Cesarstwa Austriackiego pełniło służbę 42 oficerów zajmujących stanowisko:
- dywizjonera w Galicji z siedzibą we:
  - Lwowie – FML Ferdinand Fleischer von Eichenkranz,
  - Lwowie – FML Paul von Wernhardt(inne języki),
  - Tarnowie – FML Karl Wilhelm von Scheibler(inne języki),
  - Stanisławowie – FML Franz Csorich von Monte Creto(inne języki),
- dywizjoner na Morawach z siedzibą w:
  - Krems an der Donau – FML Simon Chevalier de Fitzgerald,
  - Brnie – FML Karol Gorzkowski von Gorzkow(inne języki),
- dywizjonera w Czechach z siedzibą w Pradze:
  - FML Wenzeslaus Ludwig von Waltet,
  - FML Maximilian Anton Karl Magnus von Auersperg,
  - FML Karl Gustav Wilhelm von Hohenlohe-Langenburg,
  - FML Karl Schneider von Arno,
- dywizjonera i komendanta wojskowego w Opawie – FML Christoph Ludwig von Eckhardt,
- dywizjonera na Węgrzech z siedzibą w:
  - Peczu – FML August Vécsey von Vécse und Hajnacskeö,
  - Budzie – FML Werner von Trapp,
  - Sopronie – FML Joseph Friedrich Ghisain von der Trenck,
  - Bratysławie – FML Franz Anton Kinsky von Wchinitz und Tettau,
  - Koszycach – FML Gabriel Joseph de Mesemacre,
  - Oradei – FML William Friedrich von Hammerstein,
- dywizjonera we Włoszech:
  - z siedzibą w Weronie – FML Joseph Anton Russo von Aspernbrand,
  - FML Menrad von Geppert,
  - FML Friedrich Karl von Fürstenwärther(inne języki),
  - FML Friedrich Wilhelm Belgicus von Bentheim-Bentheim(inne języki),
  - FML Johann Baptist von Paumgartten(inne języki),
  - FML Karl Pausch von Werthland,
  - FML Leopold von Geramb,
  - FML Friedrich Wilhelm von Bretschneider,
  - FML Ádám Récsey von Récse,
  - FML Karl von Mengen,
  - FML Ferdinand Zichy von Zich und Vásonykeö,
- dywizjonera w Lombardii z siedzibą w Mantui – FML Johann von Trautmann,
- dywizjonera w Banacie z siedzibą w Temeszwarze – FML Theodor Milutinovich von Milovsky und Weichselburg(inne języki),
- dywizjonera w Slawonii z siedzibą w Petrovaradinie – FML Stephan von Ertmann,
- dywizjonera w Chorwacji:
  - z siedzibą w Karlovacu – FML Franz Abele von Lilienberg,
  - z siedzibą w Zagrzebiu – FML Gabriel von Collenbach,
- dywizjonera w Siedmiogrodzie z siedzibą w Sybinie
  - FML Jakob von Luxem,
  - FML Johann Kopp von Muthenberg,
- dywizjonera i komenda wojskowego w Klagenfurcie – FML Karl von Steininger(inne języki),
- dywizjonera i komendanta wojskowego w Küstenlandzie z siedzibą w Trieście – FML Laval Nugent von Westmeath,
- dywizjonera w Dolnej Austrii z siedzibą w Wiedniu:
  - FML Anton von Bertoletti,
  - FML Georg von Wieland,
- dywizjonera w Vorarlbergu z siedzibą w Bregencji – FML Vincenz Joseph von Koudelka,
- dywizjonera i komendanta wojskowego w Tyrolu z siedzibą w Innsbrucku – FML Johann Nepomuk Berger von der Pleisse(inne języki),
- dywizjonera w Wewnętrznej Austrii(inne języki) z siedzibą w Grazu:
  - FML August Georg zu Leiningen-Westerburg-Neuleiningen(inne języki),
  - FML Camillo Gilberto von Rougier[2].